# 埠头乡
埠头乡，是中华人民共和国江西省赣州市兴国县下辖的一个乡镇级行政单位。

## 行政区划
埠头乡下辖以下地区：
埠头村、廖溪村、龙砂村、垓上村、玉口村、旺口村、枫林村、程水村、西霞村、蕉田村、桐溪村、渣江村、大禾村和凤岗村。

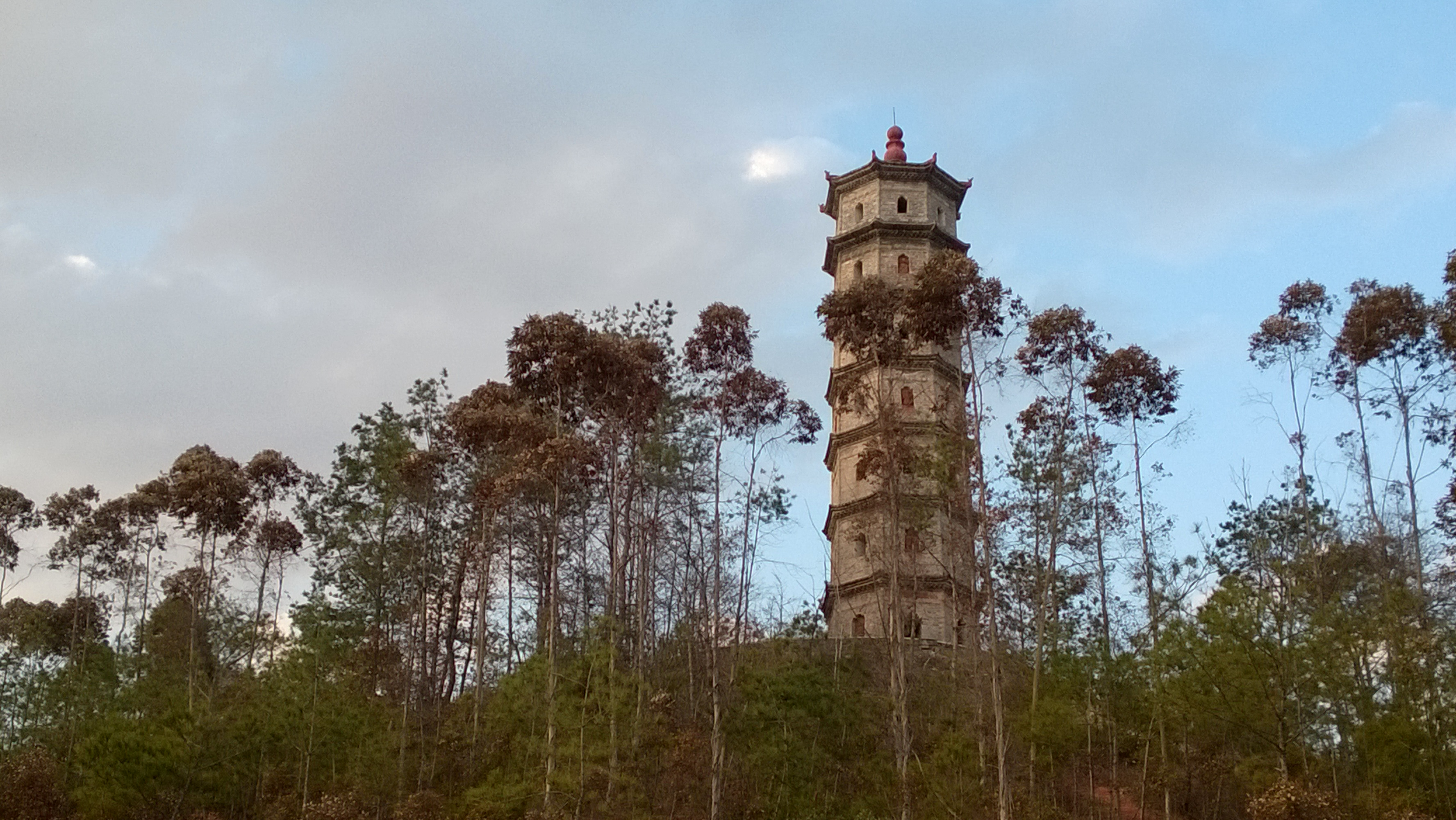
位于程水村的朱华塔